# ドナウ・ブカレスト運河

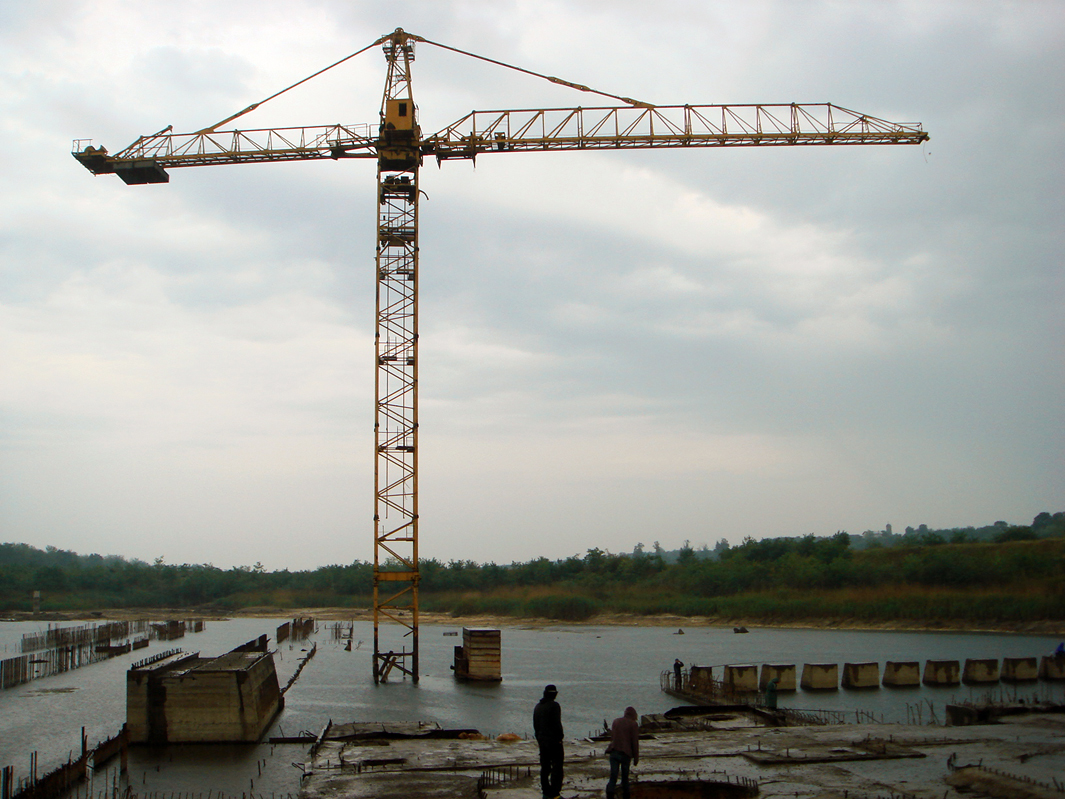
コパチェニの閘門

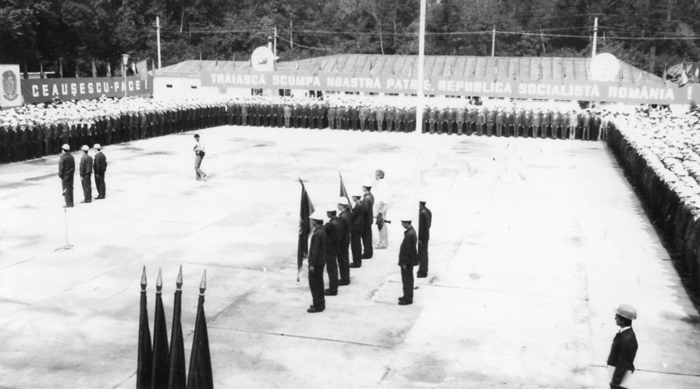
1986年8月5日、建設予定地で行われた運河の起工式の様子

ドナウ・ブカレスト運河 (ルーマニア語: Canalul Dunăre-București) は、ブカレストからアルジェシュ川を経由して、ドナウ川を結ぶ運河である。しかし、ドナウ・黒海運河の完成により黒海へ出ることができるようになったため、この計画は未完に終わった。
最初の計画は、1880年にニコラエ・ククが立てたもので、ブカレストとオルテニツァのドナウ川を結ぶものであった。1927年には、ブカレスト工業大学のアレクサンドル・ダヴィデスクが運河建設の研究を行い、その2年後、ルーマニア議会において、ブカレストからアルジェシュ川を通り、ドナウ川を結ぶ運河と、ブカレストの港湾施設の建設計画を示した法案2749号が可決された。この計画は1929年8月の政府広報で発表された。しかし、1930年代初頭の世界恐慌の影響を受け、政府は多額の資金が必要となるこのプロジェクトを中止せざるを得なかった。その後、運河の必要性に関する調査が何度も行われたが、運河建設は第二次世界大戦後まで行われなかった。
運河計画が改めて持ち上がったのが1982年で、このときは1970年に氾濫を起こしていたアルジェシュ川の改修が主目的であった。当時の指導者であったニコラエ・チャウシェスクも、同じく建設中であったライン・マイン・ドナウ運河を通じて北ヨーロッパと接続されることを切望していた。運河建設は1986年に始まり、5つの閘門と4つの水力発電所（うち1つは、現在も稼働しているミハイレシュティの発電所である）を含み、年間62GWhの発電を見込んでいた。
しかし、運河の建設が60％完了していた1990年2月、工事は中止された。現在はミハイレシュティにあるダムと小規模な水力発電所のみが機能している。1997年、当時の運輸大臣であったトラヤン・バセスクは、運河の完成には約4億USドルが必要となり、このような資金源は存在しないことを述べたが、2005年には、ブカレスト市長のAdriean Videanuが、運河建設を最後まで進めるつもりであることを発表した。
現在、「ドナウ地域のEU戦略」の一環として、国の基金および結束基金を利用し、2014年から2020年にかけて、運河を完成されるという、ルーマニアとEUの共同プロジェクトが存在する。